# Harpactira baviana
Harpactira baviana är en spindelart som beskrevs av William Frederick Purcell 1903. Harpactira baviana ingår i släktet Harpactira och familjen fågelspindlar. Inga underarter finns listade i Catalogue of Life.